# Abdoul Kontougomde
Abdoul Kadre Kontougombe (21 febbraio 1984) è un ex calciatore burkinabé, di ruolo portiere.

## Carriera

### Nazionale
Ha debuttato in Nazionale il 15 luglio 2001, in Zimbabwe-Burkina Faso (1-0). Ha partecipato, con la Nazionale, alla Coppa d'Africa 2002. Ha collezionato in totale, con la Nazionale, 2 presenze.